# Вадул луи Вода
Вадул луи Вода је град у општини Кишињев, у Молдавији. Представља источно предграђе престонице и познато је одмаралиште. Налази се 23 km источно од Кишињева, на десној обали реке Дњестар. За време СССР - а донето је неколико милиона песка како би се направила широка вештачка плажа. Недалеко од града се налази аеродром, често коришћен за падобранске скокове и цивилно ваздухопловство. Осми новембар се слави као дан града.